# Orchis italica
Orchis italica is een orchidee. De soort is te vinden in het hele Middellandse Zeegebied.
De plant groeit vooral op zonnige plaatsen op kalkrijke bodems.

## Naamgeving enetymologie
- Synoniemen: Orchis longicruris Link, Orchis longicruris subsp. longipenis Font Quer & Palau Ferrer, Orchis undulatifolia Bivona-Bernardi, Orchis italica var. purpurea Vöth.
- Engels: Naked man orchid
- Frans: Orchis d'Italie
- Duits: Italienisches Knabenkraut

De botanische naam Orchis is Oudgrieks, afkomstig van Theophrastus, en betekent teelbal, naar de dubbele wortelknol. De soortaanduiding italica verwijst naar de vindplaats, Italië.

## Kenmerken
Orchis italica is een robuuste, 20 tot 50 cm hoge overblijvende geofyt met een wortelrozet met vijf tot tien uitgespreide bladeren, een stevige, lichtgroene bloemstengel met één tot vier kleine stengelbladeren en een korte, bol-, ei- of cilindrische, dichtbloemige aar met talrijke bloemen.
De rozetbladeren zijn tot 13 cm lang en 3 cm breed, lancetvormig, lichtgroen, ongevlekt of paars gevlekt, met gegolfde bladranden. De stengelbladeren zijn veel kleiner en stengelomvattend. De schutbladeren zijn membraneus, tot 5 mm lang, en ongekleurd.
De bloemen zijn bleek- tot donkerroze, soms rood of purperkleurig, zelden wit. Het bovenste kelkblad vormt samen met de smalle bovenste kroonbladen een eivormig helmpje, aan de buitenzijde donkerroze tot purper generfd, aan de binnenzijde donker gestipt. De laterale kelkbladen zijn smal lancetvormig.
De lip is tot 25 mm lang, schuin afhangend en diep drielobbig. De zijlobben zijn lang en smal lancetvormig, uitlopend in een spits top, de middenlob langwerpig, onderaan uitlopend in twee eveneens lancetvormige secundaire lobben, gescheiden door een duidelijke, draadvormige tand. De lip heeft een blekere centrale zone met lila tot purperen stippen en vlekken bedekt. Het spoor is bleek, half zo lang als het vruchtbeginsel, afgeplat, naar beneden gebogen, met een stompe top. Het geheel geeft de indruk van een klein mannetje, vandaar de Engelstalige naam 'naked man orchid'.
De bloeitijd is van februari tot mei.

## Habitat, verspreiding en voorkomen
Orchis italica prefereert zonnige tot licht beschaduwde groeiplaatsen op droge tot vochtige, kalkrijke en stenige bodems, zoals kalkgraslanden, open plaatsen in garrigues, boomheidevegetaties, lichte bossen en bosranden, tot op hoogtes van 1300 m.
De plant komt voor in het ganse Middellandse Zeegebied, van Portugal tot het Midden-Oosten. Hij komt slechts plaatselijk voor maar kan zeer abundant zijn.
Sectie: Masculae

O. anatolica · 
O. brancifortii · 
O. canariensis · 
O. cazorlensis · 
O. ichnusae · 
O. laeta · 
O. langei · 
O. ligustica · 
O. mascula (Mannetjesorchis) · 
O. olbiensis (Kleine mannetjesorchis) · 
O. ovalis · 
O. pallens (Bleke orchis) · 
O. patens · 
O. pauciflora · 
O. pinetorum · 
O. prisca · 
O. provincialis (Stippelorchis) · 
O. quadripunctata · 
O. scopulorum · 
O. sitiaca · 
O. spitzelii · 
O. tenera · 
O. troodi

Sectie: Orchis

O. adenocheilae · 
O. anthropophora (Poppenorchis) · 
O. caucasica · 
O. galilaea · 
O. italica · 
O. militaris (Soldaatje) · 
O. punctulata · 
O. purpurea (Purperorchis) · 
O. simia (Aapjesorchis) · 
O. stevenii · 
O. taubertiana

Hybrides

O. ×angusticruris · 
O. ×hybrida · 
O. ×sezikiana · 
×Orchiaceris melsheimeri 